# Boshoven (Weert)

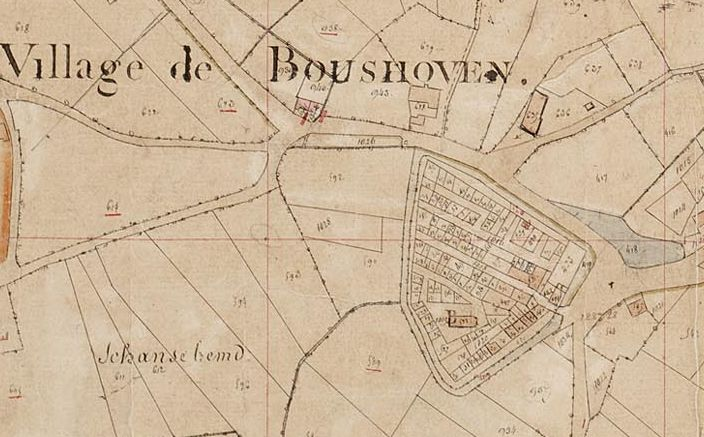
De Boshoverschans bestond uit ongeveer 100 perceeltjes, toont een kadasterkaart uit 1840

Boshoven (Limburgs: Bosseve) is een stadsdeel aan de noordwestkant van de stad Weert. Ontstaan uit de buurtschap Boshoven, net als bijvoorbeeld de wijk Leuken, wordt het tegenwoordig gezien als een wijk of stadsdeel van Weert.
Het stadsdeel Boshoven bestaat uit vier wijken, een buurtschap, een industrieterrein, een kantorenpark, en wordt omringd door het buitengebied Boshoven:
- Oud-Boshoven (buurtschap)
- Oda I (wijk)
- Oda II (wijk)
- Vrakker (wijk)
- Vrakker West
- Boshoverheide (industrieterrein)
- Centrum-Noord (kantorenpark)
- Boshoven buitengebied

Het kantorenpark Centrum-Noord is gelegen aan de binnenzijde van de Ring van Weert nabij het centrum van de stad. Het is hierdoor afgesneden van de rest van het stadsdeel. Ten westen van Centrum-Noord ligt, nog steeds aan de binnenzijde van de ring, het Sportpark Boshoven. Hier liggen naast diverse sportvelden ook een grote sporthal en het poppodium De Bosuil.

## Bezienswaardigheden
Boshoverschans
De Boshoverschans werd aangelegd om de dorpelingen tijdens de Tachtigjarige Oorlog te beschermen tegen Staatse en Spaanse troepen en hun bondgenoten die omstreeks 1635 het platteland onveilig maakten. Het betrof een omgracht en omwald stuk grond van 1 à 2 ha, waarop iedere dorpeling een perceeltje had. Aan de binnenzijde van de gracht sloeg men palen in de grond die met takken werden dichtgevlochten. Van de grond die gebruikt was voor het graven van de gracht werd een wal gebouwd. De takkenbossen van het vlechtwerk staken nog iets boven de wal uit zodat bewakers wel het een en ander konden zien maar tegelijk nog enige bescherming hadden en zelf niet goed te zien waren. Een brug die opgehaald of weggehaald kon worden bij de poort gaf toegang tot de schans. Binnen de schans kreeg elke dorpeling een stuk grond om een tijdelijke hut te kunnen bouwen. Als er gevaar dreigde werd op de hoorn geblazen en trok iedere dorpeling zich inclusief vee zo snel mogelijk terug binnen de schans. Rond het midden van de 19e eeuw werden vrijwel alle schansen in Weert gesloopt.
Andere bezienswaardigheden
- Kruisbeeld uit 1587 aan de Geuzendijk, 150 meter ten westen van brasserie Het Blaakven. Het draagt de tekst:

Alvoren gij den weg betreedt
die door de bergen leidt
bidt hier die voor uw zaligheid
den bitteren kruisdood leed
- Grensmonument uit 1952, aan de Geuzendijk, nabij de grens tussen Limburg en Noord-Brabant. Het is een rijk gebeeldhouwde vierkante zuil die werd opgericht ter gelegenheid van het verharden van deze weg. Het monument, vervaardigd door J. Thissen, werd na restauratie teruggeplaatst in 1986. De Geuzendijk komt aan haar naam doordat de Protestanten uit Weert deze weg gebruikten om in Budel ter kerke te gaan. Dit is een van de taferelen op de zuil, eronder zijn katholieke geestelijken te zien die tijdens de Franse kerkvervolging in 1795 eveneens langs deze weg vluchtten. Andere taferelen zijn: kramers en lakenhandelaren die van Weert naar Antwerpen trokken; de strijd tussen de schuttersgilden van Weert en Budel; een prehistories jachttafereel, alsmede een groep Romeinse soldaten. Het monument toont verder de wapenschilden van Nederland, België, Limburg, Noord-Brabant, Weert, Budel, Cranendonck en Van Horne.

- Sint-Odakapel
- Sint-Odakerk
- Onze-Lieve-Vrouw-van-Bijstand-in-Noodkapel
- Sint Oda, een windmolen aan de Zuid-Willemsvaart

## Natuur en landschap

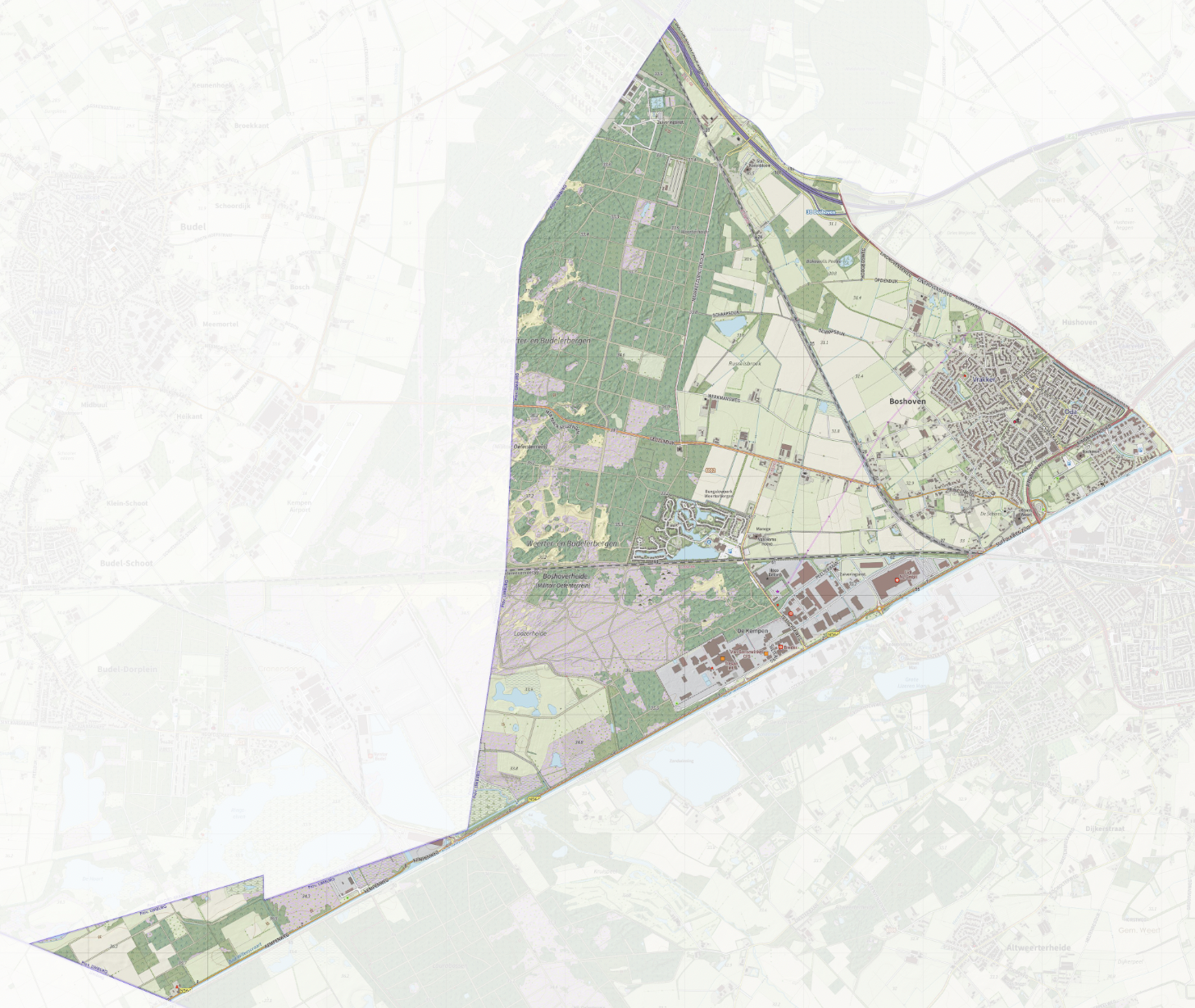
Kaart van Boshoven (2022)

De ten westen van Boshoven gelegen Boshoverheide is een droog natuurgebied met een archeologisch monument. Hier ten noorden van bevinden zich de Weerter- en Budelerbergen.
Ten westen van Boshoven is het verder vooral landbouwgebied, met langs de spoorlijn naar Eindhoven enkele natuurgebiedjes met die waardevol zijn vanwege kwel.

## Voorzieningen
Boshoven is het grootste stadsdeel van de stad Weert en is daarom redelijk zelfvoorzienend met een supermarkt, dorpshuis, kerk, drogist, een fietsenmaker, warme bakker, enzovoorts. Dit ook mede door de enigszins geïsoleerde ligging ten opzichte van de rest van de stad. Boshoven kent een bloeiend verenigingsleven, met onder andere de pullenclub en een eigen carnavalsvereniging De Brökwagters (De Brugwachters).
Het sportpark heeft voetbalvelden, handbalvelden, tennisbanen en een groot honkbalveld.
De basisschool van Boshove heet '3Hoven', de school is verdeeld over drie gebouwen.

## Evenementen
Tot 2009 werd hier jaarlijks het muziekfestival Bospop georganiseerd. Dit is sinds 2010 verplaatst naar Laar, vanwege ruimte gebrek. Vanaf 2013 was het muziekfestival weer terug op Boshoven.

## Nabijgelegen kernen
Maarheeze, Budel, Weert, Vrakker, Budel-Dorplein, Lozen
|                     |                    | Nederweert                              |  | Hushoven (Weert) Laarveld (Weert)    |
|                     |                    |                                         |  |                                      |
| Budel (NB)          | Molenakker (Weert) |                                         |  |                                      |
|                     |                    |                                         |  |                                      |
| Budel-Dorplein (NB) |                    | Rond de Kazerne (Weert) Altweerterheide |  | Fatima (Weert) Weert-Centrum (Weert) |

Stad: Weert

Kerkdorpen: Altweerterheide · Laar · Stramproy · Swartbroek · Tungelroy 

Buurtschappen: Altweert · Bosven · Breyvin · Castert · Crixhoek · De Berg · De Boberden · De Horst · Dijkerstraat · Hei · Houtbroek · Hushoven · Oud-Boshoven · Rietbroek · Vlootkant · Wisbroek

Woonwijken: Boshoven (Vrakker · Oda · Oud-Boshoven) · Laarveld · Molenakker · Kampershoek · Fatima · Weert-Centrum · Biest · Groenewoud · Leuken (Vrouwenhof · Leuken-Noord) · Keent (Parkhof) · Moesel · Graswinkel · Rond de Kazerne (Altweert · Boshoverbeek) 

Limburg: Steden en dorpen      Nederland: Provincies · Gemeenten